# Leopardinae (Bulbophyllum)
Leopardinae es una sección del género Bulbophyllum perteneciente a la familia de las orquídeas.
Según Vermuellen en 1991 fue creada para dar cabida a una serie de especies que tienen el nodo entre el pedúnculo y el pedicelo coincidiendo más o menos con su bráctea, o tienen la distancia entre este nodo y su bráctea inferior o igual a 1,5 veces el diámetro del pedicelo en su base. En secc. Stenochilus la distancia entre el nodo y sus brácteas iguala o supera 2 veces el diámetro del pedúnculo en su base. La especie tipo es: Bulbophyllum leopardinum (Wall.) Lindl

## Especies
1. Bulbophyllum ambrosia [Hance] Schlechter 1919 China y Vietnam.
2. Bulbophyllum beccarii Rchb. f. 1879
3. Bulbophyllum binnendijkii JJ Sm. 1906 Java y Borneo.
4. Bulbophyllum colomaculosum Z.H.Tsi & S.C.Chen 1994
5. Bulbophyllum cornutum [Blume] Rchb.f 1861 Borneo, Java y Filipinas.
6. Bulbophyllum dayanum Rchb. f. 1865 India, Birmania, Camboya, Vietnam y Tailandia.
7. Bulbophyllum deviantiae J.J.Verm. Y P.O 'Byrne 2008.
8. Bulbophyllum ecornutum JJ Sm 1914 Tailandia, Sumatra, Borneo, Bali y Java.
9. Bulbophyllum glebulosum J.J.Verm. & Cootes 2008  Filipinas.
10. Bulbophyllum griffithii (Wall.) Rchb. f. 1864 Assam India, Himalaya oriental, Bután, Sikkim y el sur de China.
11. Bulbophyllum ichthyosme J.J.Verm. 2008 Nueva Guinea.
12. Bulbophyllum kubahense Verm J.J. Y A. Lamb 2011 Borneo.
13. Bulbophyllum leopardinum (pared.) Lindl. 1830 Assam India, Himalaya oriental, Nepal, Bután, Sikkim, Myanamar y Tailandia.
14. Bulbophyllum otochilum JJVerm 1991 Borneo.
15. Bulbophyllum pectinatum Finet 1897 Sounthern China, Tailandia, Vietnam, Camboya, Laos, India, Taiwán y Birmania.
16. Bulbophyllum psittacoglossum Rchb. f. 1863 southeasten al suroeste de Yunnan, China, Tailandia, Birmania, Laos y Vietnam.
17. Bulbophyllum refractilingue JJ Sm. 1931 Borneo
18. Bulbophyllum striatum (Griff.) Rchb.f. 1861 Chino Himalaya, Himalaya oriental, Assam, Bangladés, Tailandia y Vietnam.
19. Bulbophyllum subumbellatum Ridl. 1895
20. Bulbophyllum transarisanensis Hayata 1916
21. Bulbophyllum vinaceum Ames & C. Schweinf. 1920 Sabah, Borneo.
22. Bulbophyllum wakoi Howcroft 1999 este de Nueva Guinea.